# Something (Andrius Pojavis-dal)
A Something (magyarul: Valami) egy dal, amely Litvániát képviselte a 2013-as Eurovíziós Dalfesztiválon.  A dalt a litván Andrius Pojavis adta elő angol nyelven Malmőben.
A dal a 2012. december 20-án rendezett litván nemzeti döntőben nyerte el az indulás jogát, ahol a nézők és a zsűri szavazatai alakították ki a végeredményt. A dal az első helyen végzett a hétfős mezőnyben, ahonnan továbbjutott a háromfős szuperdöntőbe, és ott is első lett.
A dalt az Eurovíziós Dalfesztiválon először a május 14-én megrendezett első elődöntőben adták elő, a fellépési sorrendben tizedikként a montenegrói Who See és Nina Žižić Igranka című dala után, és a fehérorosz Alena Lanszkaja Solayoh című dala előtt. Az elődöntőben 53 ponttal a 9. helyen végzett, így továbbjutott a döntőbe.
A május 18-án rendezett döntőben a fellépési sorrendben másodikként adták elő a francia Amandine Bourgeois L’enfer et moi című dala után, és a moldáv Aliona Moon O mie című dala előtt. A szavazás során 17 pontot szerzett, amely a 22. helyet jelentette a huszonhat fős mezőnyben.

## Külső hivatkozások
- Dalszöveg
- YouTube videó: A Something című dal előadása a litván nemzeti döntőben
- YouTube videó: A dal előadása a 2013-as Eurovíziós Dalfesztivál döntőjében